# Гиллом, Дженнифер
Дженнифер Гиллом (англ. Jennifer Gillom; род. 13 июня 1964 года в Аббевилле, Миссисипи, США) — американская профессиональная баскетболистка, выступала в женской национальной баскетбольной ассоциации. За три месяца до основного драфта ВНБА 1997 года была распределена в команду «Финикс Меркури». Играла на позиции тяжёлого форварда и центровой. По окончании игровой карьеры перешла на тренерскую работу в команду подготовительного колледжа Ксавьера, а затем работала в тренерском штабе различных команд женской НБА.

## Ранние годы
Дженнифер Гиллом родилась 13 июня 1964 года в небольшом городке Аббевилл (Миссисипи), училась немного южнее в средней школе Лафейетт, которая находится в городе Оксфорд, столице округа Лафейетт, где выступала за местную баскетбольную команду.